# Clinocera maderensis
Clinocera maderensis är en tvåvingeart som beskrevs av Wagner och Hermann Stauder 1991. Clinocera maderensis ingår i släktet Clinocera och familjen dansflugor.
Artens utbredningsområde är Madeira. Inga underarter finns listade i Catalogue of Life.